# Fredd Young
Frederick Kimball Young (Dallas, 14 novembre 1961) è un ex giocatore di football americano statunitense che ha giocato nel ruolo di linebacker nella National Football League (NFL). Al college ha giocato a football all’Università statale del New Mexico.

## Carriera professionistica
Young fu scelto nel corso del terzo giro del Draft NFL 1984 dai Seattle Seahawks. Fu convocato per quattro Pro Bowl, due come membro degli special team e due come linebacker e divenne noto come un giocatore dai colpi particolarmente duri.
Young è forse maggiormente noto per "l'intercetto che non c'è mai stato": nei tempi supplementari della gara di playoff 1987-1988 contro gli Houston Oilers, il quarterback degli Oilers Warren Moon, lanciando un passaggio dalla propria linea delle 37 yard, vide il proprio passaggio deviato dal difensore di Seattle Jeff Bryant. Il pallone fu agguantato da Fredd Young che lo strinse tra entrambe le braccia. Gli arbitri decisero che Young non aveva avuto il pieno possesso del pallone e gli Oilers poterono continuare la propria azione offensiva, arrivando a calciare il field goal della vittoria.

## Palmarès
- Convocazioni al Pro Bowl: 4

1984, 1985, 1986, 1987
- All-Pro: 2

1984, 1987
- Formazione ideale del 35º anniversario dei Seahawks
- 50 migliori giocatori del 50º anniversario dei Seahawks